# Butterfly Knoll
Butterfly Knoll är en kulle i Antarktis. Den ligger i Östantarktis. Argentina och Storbritannien gör anspråk på området. Toppen på Butterfly Knoll är 893 meter över havet.
Terrängen runt Butterfly Knoll är kuperad norrut, men söderut är den platt. Terrängen runt Butterfly Knoll sluttar norrut. Trakten är obefolkad. Det finns inga samhällen i närheten. 